# The Curse of Kehama
The Curse of Kehama – epos angielskiego poety romantycznego Roberta Southeya, opublikowany w 1810. Poemat jest ukształtowany na wzór Iliady i Odysei Homera, to znaczy podzielony na 24 części. Liczy prawie 5300 wersów. Opowiada historię indyjską. Kehama był okrutnym indyjskim radżą. Kehama przeklął rolnika Ladurlada, który, broniąc swojej córki o imieniu Kailyal przed gwałtem ze strony syna Kehamy Arvalana, przyprawił go o śmierć. Żądny zemsty Kehama ścigał Ladurlada i Kailyal, aż zrządzeniem losu został potępiony i skazany na pobyt w piekle, podczas gdy rolnik i jego córka otrzymali nieśmiertelność w niebie.
I charm thy life

From the weapons of strife,

From stone and from wood,

From fire and from flood,

From the serpent's tooth,

And the beasts of blood:

From Sickness I charm thee,

And Time shall not harm thee;

But Earth which is mine,

Its fruits shall deny thee;

And Water shall hear me,

And know thee and fly thee;

And the Winds shall not touch thee

When they pass by thee,

And the Dews shall not wet thee,

When they fall nigh thee: